# Heinrich Everz
Heinrich Everz (* 9. Juni 1882 in Lippstadt; † 7. März 1967 in Coesfeld) war ein deutscher Holzschneider und Grafiker.

## Leben
Nach dem Tode seines Vaters 1891 verlegte die Familie ihren Wohnsitz nach Coesfeld (Westfalen). Anfang des 20. Jahrhunderts begann Everz, sich nebenberuflich mit Zeichnen, Malen und dem Holzschnitt zu befassen. Während des Ersten Weltkriegs lernte er den aus Köln stammenden Zeichenlehrer, Holzschneider und Maler Philipp Reisdorf kennen und erhielt von ihm eine künstlerische Ausbildung sowie den Rat, sein zeichnerisches Talent ganz für den Holzschnitt einzusetzen.
Seit 1919 konnte sich Everz hauptberuflich von seiner Tätigkeit als Holzschneider und Grafiker ernähren. Everz gab seine Stellung als leitender Angestellter eines Coesfelder Unternehmens auf und zog fortan mit dem Zeichenblock durch das Münsterland, um die Atmosphäre der Städte und Dörfer, Kulturdenkmale und die Landschaft einzufangen. Die Ergebnisse setzte er vornehmlich in Holzschnitte um. 1935 hatte Everz eine erste größere Ausstellung seiner Kunstwerke. Auf dem danach folgenden Höhepunkt seiner künstlerischen Karriere wurde er zum  Gesprächspartner von Benno Happe, Karl Wagenfeld (1869 bis 1939) und Augustin Wibbelt (1862 bis 1947).
Nach dem Zweiten Weltkrieg folgten weitere Ausstellungen seiner  Holzschneidekunst. Hervorzuheben sind die Einzelausstellungen von 1963 im Falkenhof-Museum in Rheine, von 1965 im Kunsthaus der Stadt Bocholt und – posthum – von 1976 im Kulturzentrum Burg Vischering in Lüdinghausen (Westfalen). Am 7. März 1967 starb Heinrich Everz in Coesfeld. Geehrt wurde er auch wegen seines  Einsatzes für den Wiederaufbau von Kirchen und Kulturdenkmalen seiner im Krieg zerstörten Heimatstadt. Hierfür erhielt er 1962 das Bundesverdienstkreuz am Bande.